# 初雪櫻
《初雪櫻》為SAGA PLANETS於2012年2月24日發售的戀愛冒險成人遊戲。後來由ENTERGRAM發售PlayStation Vita版、PlayStation 4和任天堂Switch版。
本作是關於被復仇之心所困的男女跟自身親近的人一同畢業成長的故事，並是繼SAGA PLANETS社代表春、夏、秋的作品《Coming×Humming!!》、《夏夢渚》、《如月GOLD★STAR》發售後的「冬」之作，以由冬至春作為背景的純愛系校園風作品，是四季系列的最終作。然而四季系列的原畫集《SAGA PLANETS 四季系列 All Season Art Works》卻在2011年12月24日的發售之前發表。
2022年，《初雪櫻》即將推出10週年紀念版，於2022年12月23日發售。
2012年至2013年陸續發行改編漫畫、小說。

## 遊戲系統
本作是隨着MAP移動和選項分支而使故事發展改變的戀愛冒險遊戲。遊戲前期玩家必須經歷一個特定故事，才能够進入後期的選項分支。必須進入所有女主角的分支結尾，才能進入Graduation（畢業）线，故事的真相將在那裡揭示。本作共有10個結局，其中包括壞結局及較短的路线。

## 世界觀
整个故事設於幽靈橫行的内田川邊市，主角河野初雪一邊暗懷想去復仇的心，一邊在市內的白咲學園上學。
内田川邊市是一座在故事開始前10年因内田市和川邊市合併而生的城市。儘管内田川邊市的市中心为舊內田車站，但舊內田市已因鬼城化而變成廢墟。市中有一間以升學為主的學校——白咲學園，主人公和一些女主會在當中碰頭。這所學園於每年的2月14日皆會舉辦一項名為Valentine祭的文化祭。它是一個以浪漫為主題的學園祭，因校長的建議而得以推行。
本作的幽靈在故事中扮演着一定角色。内田川邊市為一座幽靈横行的城市，甚有傳言指有人因遭到幽靈带走而失蹤。此外本作亦出現了跟幽靈有關的反魂香。反魂香能使死者的幽靈聚集於反魂香出現的地點，甚至創造出一个幽靈。其最大特徵為它会散發出一股像燃燒過的花的甘甜氣味。儘管許多人根本不能嗅出反魂香的氣味，但若同時燒掉大量反魂香的話一般人也会察覺到。
在故事開始的10年前，内田川邊市發生了一宗酒店爆炸事件。事件發生時該酒店正在舉辦慶祝會，因此出現了許多犧牲者。河野初雪的家人也捲入了這宗事件。其母親當場死亡，父親則處於瀕死狀態，父親在死前告訴初雪這宗爆炸為有人故意為之，點燃了其復仇之心。之後他收隻了眾多犧牲者的幽靈，並統領他們，成為幽靈之王——「鬼之子」。

## 故事
河野初雪是白咲學園三年級學生，是以升學而有名的白咲學園中很少見的不良少年，由於學校通知再混下去可能不能畢業，因此他心不甘情不願地去上學。在12月5日放學回家的路上，初雪遇見了一隻兔子，然而這隻兔子卻把他的一千元給叼走了，為了奪回一千元，初雪開始在城市中尋找兔子，在初雪追趕兔子到舊市街時，聽到少女的哭聲，尋遮聲音他遇見了穿著與舊市街格格不入白色盛裝的少女玉樹櫻，櫻也在尋找兔子，兩人一同踏上尋找兔子的行列，最後終於找到了兔子，初雪很不客氣的向櫻要「一千元」，然而櫻卻誤以為初雪再跟他打招呼，與兔子使出合體技回禮「千元」。
隔天放學後，初雪一如既往的到『kandelaar』擔任代理店長，與他一起工作的還有被他稱為「浪人」的小坂井綾，然而回家時卻被同居人蘭發現在外面偷偷喝酒，立刻被蘭處以車輪大旋轉之刑。
第三天12月7日，初雪去學校上學，卻發現那天晚上穿著白色盛裝的少女玉樹櫻轉學進入學校，而且還是在自己班上。櫻對於初雪不知為什麼抱持著特別的好感，也特別的黏初雪，初雪便帶著櫻認識校園，在走完校園一遍後最後到達劍道館，劍道館是學校最悠久的建築，初雪問起了櫻轉來學校的原因，櫻回答：「為了呼喚鬼魂（ghost），尋找鬼之子（Ghost Child）」並且提醒初雪身上有「返魂香」的味道會招來鬼魂（ghost）聚集。初雪答應和櫻一起尋找鬼之子（Ghost Child），櫻反問初雪為什麼要尋找鬼魂（ghost）呢？初雪回答：「為了『復仇』。」

## 登場角色

### 主要角色
河野初雪
本作主人公，本名是大野裕貴，以升學為主的白咲學園的3年級學生，並是該學園中很少見的不良少年。除此之外，其還是一間名為『kandelaar』的玩偶咖啡店的代理店長。為了避免出席率過低而勉強地上學。他住在一間因爆炸事件而被毀的酒店。容易說出一些粗俗的說話，且不懂善待女主角。他是由ghost誕生的ghost，而非一般由人死後產生的靈魂，所以被稱为「ghost child」，也是ghost的王。。
10週年紀念版短篇說明就讀K大學，並且住在40年歷史的兩層樓公寓-202號套房裡面。
玉樹櫻（聲：山羽みんと）
身高：160cm。三圍：84/54/83
在臨近畢業的冬天轉學至白咲學園的3年級學生。為了尋找鬼之子（Ghost Child），而跟兔子眠夢一起來到內田川邊市。有著天真，開朗活潑的個性。即使對著不良少年初雪，也會積極地與其交流。她基本沒怎樣上過學，在轉學後對那的生活十分享受。櫻的真身是一隻幽靈，在身亡前跟初雪有著婚約。在Graduation线中說出「跟初雪一起度過的時間就像夢境一樣」後便消失了。在Chapter28第二次出現，來幫助初雪遇見過世的人們，才讓初雪脫離父親的掌控。在Chapter29變回幽靈，並且失去記憶，只記得叫做初雪的回憶，這次初雪看不見她了。在大結局閉幕曲以靈異照片中出現(原作遊戲版為12個人+1隻兔子(木花咲耶)，漫畫版刪除樂團「弄壞的旋轉木馬」的3位成員、久保完和來栖三木，只剩7個人+1隻兔子(木花咲耶))。
小坂井綾（聲：佐本二厘）
身高：167cm。三圍：88/55/87
『kandelaar』的玩偶咖啡店的店員，比初雪大1歲，已從白咲學園畢業。在學時為學園的學生會長。因應試失敗而成為浪人。在劍道上挺有實力，能跟平日習慣打架的初雪不分上下。個性溫婉穩重。為了支持咖啡店擔任代理店長的初雪，而把店內工作一手包攬。她是5個女主角中唯一比初雪年長的，擅於應對初雪的不良行為。在故事開始的1年前曾跟初雪成為戀人，不過後來因事而失去這段記憶。Chapter27，在玩偶咖啡店接到醫院打來的電話，蘭告訴她一年前的記憶，才知道自己失憶了，然後幫助初雪復仇。如果玩家選擇親吻了綾，就走向壞結局；如果玩家選擇擁抱了綾，進入Chapter28，跟脫離父親的掌控的初雪，一同消滅初雪的父親(漫畫版是由初雪獨自消滅自己的父親)。
吾妻夜（聲：桐谷華/種﨑敦美）
身高：157cm。三圍：80/54/78
白咲學園的2年級學生。實力派的溜冰運動員，傳聞擁有著世界冠軍的實力，常在車站前的露天滑雪場練習滑雪。然而因為三年前的事件，被稱為「詛咒公主」。因為被認為是詛咒公主而被打壓及排斥，以及承受異樣的眼光，因此在城市散播返魂香，打算找出鬼魂之王，毀滅城市。
東雲希（聲：杏子御津/門脇舞以）
身高：151cm。三圍：91/56/85
白咲學園的1年級學生，是學校的「出路指導委員」，負責學校不良學生的出入指導，是過去劍道社社長東雲妻的妹妹，憧憬著「男人間的友情」，並且希望與初雪有著「男人間的友情」，因此與初雪對話時操著一副奇怪的男性口吻。由於私下聽其兄東雲妻說初雪是「可憐的人」，因此對於初雪有著奇妙的執著。
白熊/希洛庫瑪（聲：涼屋スイ）
身高：148cm。三圍：78/51/79
自稱是為了進入白咲學園前往應試的俄羅斯留學生，日語講得很流利，被初雪稱之為「白」，本名為望月寶。求學離開父母家前往城市居住，為了應試來到初雪所待的玩偶咖啡店『kandelaar』念書，年紀輕輕就敏於世故與能夠獨立生活，但實際身材嬌小與其說是白熊不如說是白兔。

### 其他角色
蘭（聲：七原ことみ）
身高：155cm。三圍：75/52/81
與初雪一起住在破爛公寓的女性，雖然看起來很年輕可愛，但其實是初雪的監護人。討厭初雪在外面飲酒，一旦發現初雪喝酒就使出其必殺技「車輪大迴旋」之刑以示懲戒。3年前被サクヤ（咲耶）击杀,所以現在是一個人偶空殼。實際是活人的怨魂操控的人偶。Chapter28告訴初雪是人偶的真相，真身在醫院裡面，並向初雪道歉，目的是為了復仇，叫他從復仇中畢業。Chapter29出院，並且在白咲學園中，讓初雪看她的樣貌。
咲耶（聲：星咲伊里亞）
身高：152cm。三圍：82/50/75
手持著西洋劍出現在城市中的神秘少女，自稱為「木花咲耶（コノハサクヤ）」，平常看起來是一隻兔子。
10週年紀念版短篇說明搬到初雪住的40年歷史的兩層樓公寓裡面，住在他的隔壁。
竹田直子（聲：結衣菜）
白咲學園的3年級學生，也是學校中的不良少女，真實身分某大小姐，然而卻不喜歡被別人知道。被久保暗戀著，可是卻單戀著初雪，為樂團「弄壞的旋轉木馬」的一員。
10週年紀念版短篇再次登場。
金崎惠（聲：如月葵）
白咲學園的3年級學生，與竹田直子都是學校中的不良少女，喜歡微色情的動畫，由於喜歡開黃腔又不懂得察言觀色，經常讓周遭人困擾著。雖然言行輕浮，但是對於男女間的關係卻比誰都慎重，為樂團「弄壞的旋轉木馬」的一員。
久保完（聲：西野みく）
白咲學園的3年級學生，學校少有的不良少年，其身材樣貌很像小男孩，所以就算是兇起來也一點都不可怕，甚至曾被誤認為是小女孩。喜歡竹田直子，對於初雪抱持著仰慕。為樂團「弄壞的旋轉木馬」的一員。
室屋透（聲：小池竹藏）
白咲學園三年級學生，籃球部社員。
東雲妻（聲：茶生新地）
希的哥哥，前學生會長兼劍道部部長。
來栖三木（聲：田中美智）
白咲學園的世界史老師，哥哥幹久為白咲學園劍道部顧問。擔任「进路指導」的工作，但由於白咲學園是有名的升學學校，其升學率很高幾乎是個閒職。
宮棟閑（聲：美月）
经营着内田川邊的柳街一家可疑攤子的少女，營業內容為心靈現象的諮詢，會對初雪講些讓初雪感到不安或困惑的話。其身分是「遣魂士」的總代表，是把木花咲耶（コノハサクヤ）召喚來的人。
小坂井秋良（聲：涼森ちさと）
小坂井綾的弟弟，一年前與初雪見過面，與其姐姐綾在劍道上拿下連霸紀錄。因為過去發生的事故，被逐出劍道館。
藤枝未來
只在吾妻夜的路線中登場。
大野敦
絕代的靈媒（通靈者），初雪的父親，將數百個鬼魂(Ghost)植入初雪的體內。
山之邊靜佳
宮棟混入學園時用的名稱，散布鬼魂(Ghost)的消息。
佐佐木恭吾
初雪復仇的對象，內田川邊市長也是白咲學園校長，望月寶的爺爺。
眠夢
總是跟在櫻身邊的兔子，會發出「ウィッキー」的叫聲，在序章尾端因玉樹櫻的召喚而變身，其身分是木花咲耶。

## 開發
《初雪櫻》是由參與SAGA PLANETS社代表春、夏、秋的作品《Coming×Humming!!》、《夏夢渚》、《如月GOLD★STAR》製作的新島夕負責腳本。主要角色的原畫由 Honta ni kanae、 Tora no suke以及 Chi maro ga負責。主題歌則由fripSide和I've共同製作，另外BGM的製作者为水月陵。

## 音樂

### 主題曲
開幕曲《Presto》
歌・作詞：KOTOKO、作曲・編曲：中沢伴行、尾崎武士
盛大開幕曲《Hesitation Snow》
歌：fripSide、作詞：yuki-ka、作曲：八木沼悟志、編曲：八木沼悟志、川崎海
插曲《freak of nature ： start》
歌：彩菜、作曲・編曲：高瀬一矢
插曲《メリーゴーランドをぶっ壊せ》
歌：竹田直子（結衣菜）、作詞：新島夕、作曲・編曲：竹下智博
個別閉幕曲《風花》
歌・作詞：月子、作曲・編曲：藤島鉱一郎
大結局閉幕曲《GHOST×GRADUATION》
歌：monet、作詞：新島夕、作曲・編曲：ピクセルビー

### CD
- はつゆきさくら コンプリートサウンドトラック （2012年5月25日發售）[21]

## 漫畫
角川書店的漫畫雜誌《月刊Comp Ace》中，為瀧乃大祐所繪的連載漫畫。於2012年一月號預定開始，二月號至五月號正式連載，於2012年5月25日至10月25日發售兩集單行本。

## 小說
2013年8月《初雪櫻》的小說正式於市面上發售。

## 廣播劇CD
- ドラマCD はつゆきさくら〜ゴーストトラベル〜（2012年8月10日發售）

## Fan Book
- はつゆきさくら ビジュアルファンブック（2012年7月27日發售）

## 評價
《初雪櫻》於Getchu.com的2012年美少女遊戲銷量排行榜上名列第10名。此外其於同年同一網站的美少女遊戲人氣投票中，分別佔據了綜合人氣榜、腳本人氣榜以及音樂人氣榜的首位。

## 外部連結
- PC版官方網站（页面存档备份，存于）（日語）
- PC中文版官方網站（简体中文）
- PSV/PS4版官方網站（页面存档备份，存于）（日語）
- APP版官方網站（页面存档备份，存于）（日語）
- 《初雪櫻》在視覺小說數據庫的頁面 （英文）